# Газети Іспанії
Газети в Іспанії, як і в усьому світі, зараз переживають не найкращі часи через те, що їхня аудиторія йде в інтернет. Проте, ряд суспільно-політичних видань як і раніше має високий тираж. Так, наприклад, у El Pais число передплатників і покупців становить півтора мільйона в день. За нею йдуть El Mundo з аудиторією понад 900 тисяч осіб і La Vanguardia з її 700 тисячами читачів щодня. Аналізуючи зміст перерахованих вище видань, варто відзначити, що всі вони роблять акцент на аналітичні тексти або репортажі, практично не використовуючи такий жанр, як інтерв'ю. При цьому дуже популярні авторські колонки, а ось заголовки рідко представляють собою «гру слів» і носять виключно інформативний характер. В основному в поле зору журналістів потрапляють міжнародні події, новини Іспанії та регіонів, а також спорту та економіки. Кілька смуг приділено культурі, включаючи детальну афішу театру і кіно. Окремий розворот, так званий «Pasatiempos» (дослівно «Проводити час»), включає в себе прогноз погоди і головоломки. Рубрики в кожній газеті трохи варіюються. Наприклад, в El Mundo є розділи, присвячені автомобілям і науці, в La Vanguardia друкуються некрологи. Принципова ж відмінність видань - в інформаційній політиці. Так вважається, що El Mundo, La Razon, ABC підтримують Народну партію, яка дотримується консервативних принципів. А La Vanguardia, заснована ще в XIX столітті в Каталонії, щодо офіційного Мадрида відрізняється опозиційними поглядами.